# Vila (Boqueijón)
Vila es una localidad española situada en la parroquia de Ledesma, del municipio de Boqueijón, en la provincia de La Coruña, Galicia.

## Demografía
| Gráfica de evolución demográfica de Vila entre 2011 y 2018 |
|                                                            |
| Datos según el nomenclátor publicado por el INE.           |